# Neoseiulus chascomensis
Neoseiulus chascomensis är en spindeldjursart som först beskrevs av Sheals 1962.  Neoseiulus chascomensis ingår i släktet Neoseiulus och familjen Phytoseiidae. Inga underarter finns listade i Catalogue of Life.